# 두루미목
두루미목(Gruiformes)은 땅 위에서 사는 새이며, 대부분 목과 다리가 길고 4개의 발가락을 가지고 있다. 끝이 둥근 날개와 짧은 꽁지를 가지며, 암수의 몸빛깔은 비슷한 경우가 많다. 두루미·뜸부기·느시를 포함하여 197종이 알려져 있다.

## 하위 분류
- 뜸부기아목(Ralli)
  - 뜸부기과(Rallidae)
  - 난쟁이쇠뜸부기과(Sarothruridae)
  - 지느러미발과(Heliornithidae)
  - † Aptornithidae
- 두루미아목(Grui)
  - 두루미과(Gruidae)
  - 두루미사촌과(Aramidae)
  - 나팔새과(Psophiidae)
- 위치가 불확실(incertae sedis)한 과. (두루미목인지 여부도 불확실)
  - 느시사촌과(Cariamidae) - 별도의 느시사촌목(Cariamae)으로 분류
  - 느시과(Otididae) - 별도의 느시목(Otidiformes)으로 분류
  - 뱀눈새과(Eurypygidae) - 별도의 뱀눈새목(Eurypygiformes)으로 분류
  - 카구과(Rhynochetidae) - 별도의 뱀눈새목(Eurypygiformes)으로 분류
  - 메사이트과(Mesitornithidae) - 별도의 메사이트목(Mesitornithiformes)으로 분류

## 계통 분류
2021년 브라운(Braun)과 킴볼(Kimball) 등의 연구에 의한 신조류 계통 분류이다.

|  | 비둘기목                                                |
|  |                                                         |
|  | \| \| 사막꿩목 \| \| \| \| \| \| 메사이트목 \| \| \| \| |
|  |                                                         |
|  | 사막꿩목                                                |
|  |                                                         |
|  | 메사이트목                                              |
|  |                                                         |

|  | 사막꿩목   |
|  |            |
|  | 메사이트목 |
|  |            |

|  | 두견목 |
|  |        |
|  | 느시목 |
|  |        |

|  | 수조류   |
|  |          |
|  | 뱀눈새류 |
|  |          |

|  | 두견목 |
|  |        |
|  | 느시목 |
|  |        |

|  | 수조류   |
|  |          |
|  | 뱀눈새류 |
|  |          |

|  | 비둘기목                                                |
|  |                                                         |
|  | \| \| 사막꿩목 \| \| \| \| \| \| 메사이트목 \| \| \| \| |
|  |                                                         |
|  | 사막꿩목                                                |
|  |                                                         |
|  | 메사이트목                                              |
|  |                                                         |

|  | 사막꿩목   |
|  |            |
|  | 메사이트목 |
|  |            |

|  | 두견목 |
|  |        |
|  | 느시목 |
|  |        |

|  | 수조류   |
|  |          |
|  | 뱀눈새류 |
|  |          |

|  | 두견목 |
|  |        |
|  | 느시목 |
|  |        |

|  | 수조류   |
|  |          |
|  | 뱀눈새류 |
|  |          |

## 같이 보기
- 찰스 시블리